# Коршиков, Александр Аркадьевич
Александр Аркадьевич Коршиков (укр. Олександр Аркадійович Коршиков, 1889—1945) — советский альголог (морфолог и систематик).

## Биография
Родился Александр Коршиков 9 ноября 1889 года в городе Сумы Харьковской губернии. Учился на естественном отделении физико-математического факультета Харьковского университета у профессора Владимира Митрофановича Арнольди, окончил его в 1915 году. Остался в университете для подготовки к званию профессора, одновременно преподавал в Харьковской женской гимназии Л. М. Черняковской.
С 1921 по 1927 год Александр Аркадьевич Коршиков преподавал в Харьковском технологическом институте в звании доцента. С 1926 года был заведующим кафедры морфологии и систематики растений Харьковского института народного образования, с 1935 года — кафедры низших растений Харьковского государственного университета.
С 1930 года А. А. Коршиков работал директором Научно-исследовательского института ботаники ХГУ.
Доктор биологических наук без защиты диссертации. Занимался изучением флоры водорослей Украины, Нижегородской области, Кольского полуострова. Открыл половой процесс у некоторых протококковых водорослей, а также обнаружил сократительные вакуоли у других протококковых и у некоторых диатомовых. Впервые обнаружил пиреноиды у разножгутиковых водорослей.
Александр Аркадьевич Коршиков был арестован в 1942 году немецкими оккупантами на Украине за участие в партизанском движении. В дальнейшем пребывал в концентрационном лагере Дора-Миттельбау. Погиб в 1945 при взрыве подземного завода.

## Некоторые научные работы
- Коршиков А. А. К морфологии полового процесса в группе Volvocales // Архив Русского протистологического общества. — 1923. — Т. 2. — С. 179—194.
- Коршиков А. А. Protochlorinae, новая группа зеленых Flagellata // Архив Русского протистологического общества. — 1923. — Т. 2. — С. 148—169.
- Коршиков А. А. Материалы к морфологии и систематике группы Volvocales // Русский архив протистологии. — 1925. — Т. 4. — С. 153—197.

## Роды, названные в честь А. А. Коршикова
- Korschikoffia Pascher, 1927
- Korschpalmella Fott, 1974
- Korshikoviella P.C.Silva, 1959, nom. nov.
- Korshikoviobispora Kostikov, Darienko, Lukešová & L.Hoffm., 2002